# Aiguilles de Bavella
Les aiguilles de Bavella (furchi d'Asinau en corse), culminant à 1 857 m, sont une montagne du centre de la Corse en France. Elles dominent le col de Bavella à 1 218 m, reliant l'Alta Rocca à la côte est de la Corse. Le site se caractérise par des pics déchiquetés, de grandes murailles rocheuses et des pins tordus par le vent.

## Géographie
Au cœur du massif de Bavella, on trouve les sept tours d'Asinau (les aiguilles de Bavella proprement dites, anciennement numérotées du sud au nord) :
- Punta di l'Acellu (Punta ll'Aceddu, 1 588 m) (Tour I) ;
- Punta di l'Ariettu (Punta ll'Arghjetu, 1 596 m) (Tour II) ;
- Punta di a Vacca (Punta lla Vacca, 1 611 m) (Tour III), la seule accessible au simple randonneur ;
- Punta di u Pargulu (Punta llu Pàrgulu, 1 785 m) (Tour IV), séparée de la précédente par la Bocca di u Pargulu (1 662 m), empruntée par la variante alpine du GR 20 ;
- Punta Longa (1 836 m) (Tour V) ;
- Punta Alta (1 857 m) (Tour VI), la plus haute des aiguilles ;
- Punta Iolla (1 848 m) (Tour VII), séparée de la précédente par la Bocca di u Santu (1 745 m).

Le massif de Bavella dans sa globalité culmine un peu plus au nord, à la Punta di u Furnellu (Punta llu Furneddu) et à la Punta Muvrareccia (A Mufrareccia), tous deux à 1 899 m d'altitude. Il est dominé par le grand sommet de la région, le Monte Incudine (2 134 m), et s'étend de la forêt de Tova au nord (commune de Solaro) jusqu'au Monte Calva (1 381 m) au sud, à la limite du massif de l'Ospedale, et pour ainsi dire jusqu'à Conca et la mer à l'est.
Les aiguilles de Bavella présentent deux types de granite. Le premier qui est d'un grain assez gros, provient d'une montée de magma très lente. La roche blanchâtre qu'il compose est très sensible à l'érosion. Le second type de granite est composé de tout petits cristaux riches en silicates de potassium ce qui lui donne un aspect rosé. Son refroidissement rapide lui confère une très grande dureté. Les aiguilles et pitons élancés sont ainsi le résultat de la tectonique et de l'érosion. Les tafonis sont une forme d'érosion qui crée des trous de taille diverse qui se propagent de bas en haut du rocher ce qui lui donne un aspect d'éponge pétrifiée.

## Protection de l'environnement
Le parc naturel régional de Corse, créé en 1972, englobe le cirque de Bavella et réglemente sa fréquentation. Le camping est par exemple strictement interdit sur le site des aiguilles de Bavella.

## Escalade
L'escalade dans les aiguilles de Bavella a débuté sporadiquement dans les années 1920 dont les pionniers sont venus du continent : de France, Suisse, Italie, Belgique, Autriche, etc..
Dans les années 1960, Werner Krah ouvre les premières voies en 6e degré (extrêmement difficile) sur le campanile Santa Lucia. La pratique de l'escalade explose à partir des années 1970 avec des grimpeurs tels que Michel Afanasieff, Michel Tanner, Michel Fabrikant, Jean-Toussaint Casanova, Jean-Paul Quilici, etc. On y trouve désormais des voies de 8e degré.
La hauteur des voies d'escalade atteint 700 m à la Punta di u Furnellu.

## Accès
Deux refuges existent à proximité des aiguilles : le refuge di Paliri au sud de l'aiguille du même nom et le refuge d'Asinau au pied du point culminant de la Corse du sud, le Monte Incudine (2 134 m). Les localités de Quenza et Zonza sont implantées au sud-ouest du col de Bavella. 
Du Monte Incudine au col de Bavella, le GR 20, après avoir atteint le refuge d'Asinau (1 536 m), passe au pied des aiguilles dans la vallée du Rizzanese (Asinau) mais une variante dite « alpine » permet de s'approcher des tours de Bavella, via la Bocca di u Pargulu (Bocca llu Pàrgulu, 1 662 m). Après le col de Bavella, le sentier entame sa descente vers Conca, via la Foce Finosa (1 206 m) et le refuge d'i Paliri (1 055 m), au pied de la Punta Tafunata di i Paliri (montagne trouée comme son nom l'indique, à l'instar du Capu Tafunatu, 1 312 m). Au col, à quelques mètres de la route, sur le vaste terre-plein, se dresse au sommet d'un amas de pierres la statue de Notre-Dame-des-Neiges.

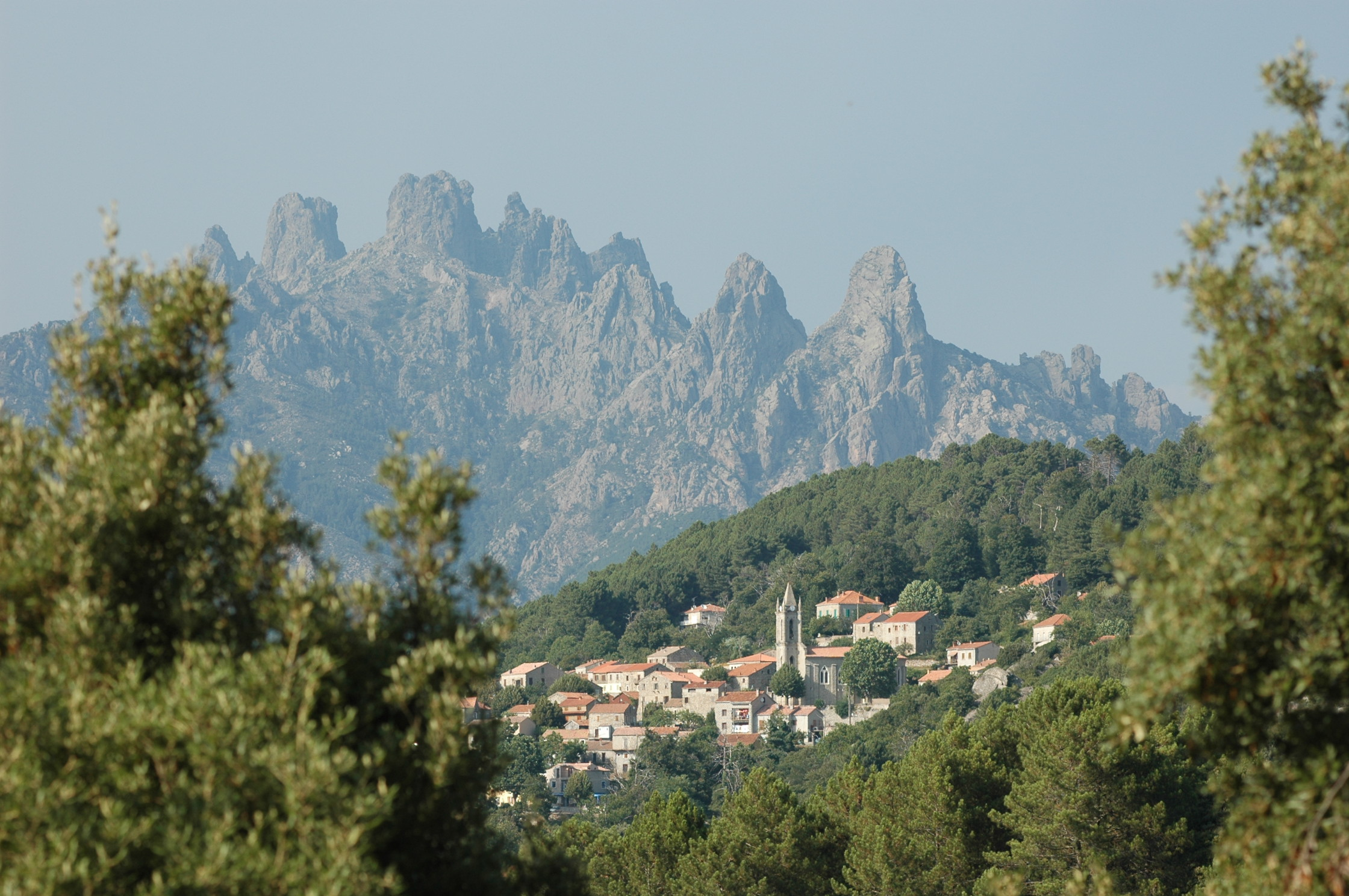
Zonza et les aiguilles.
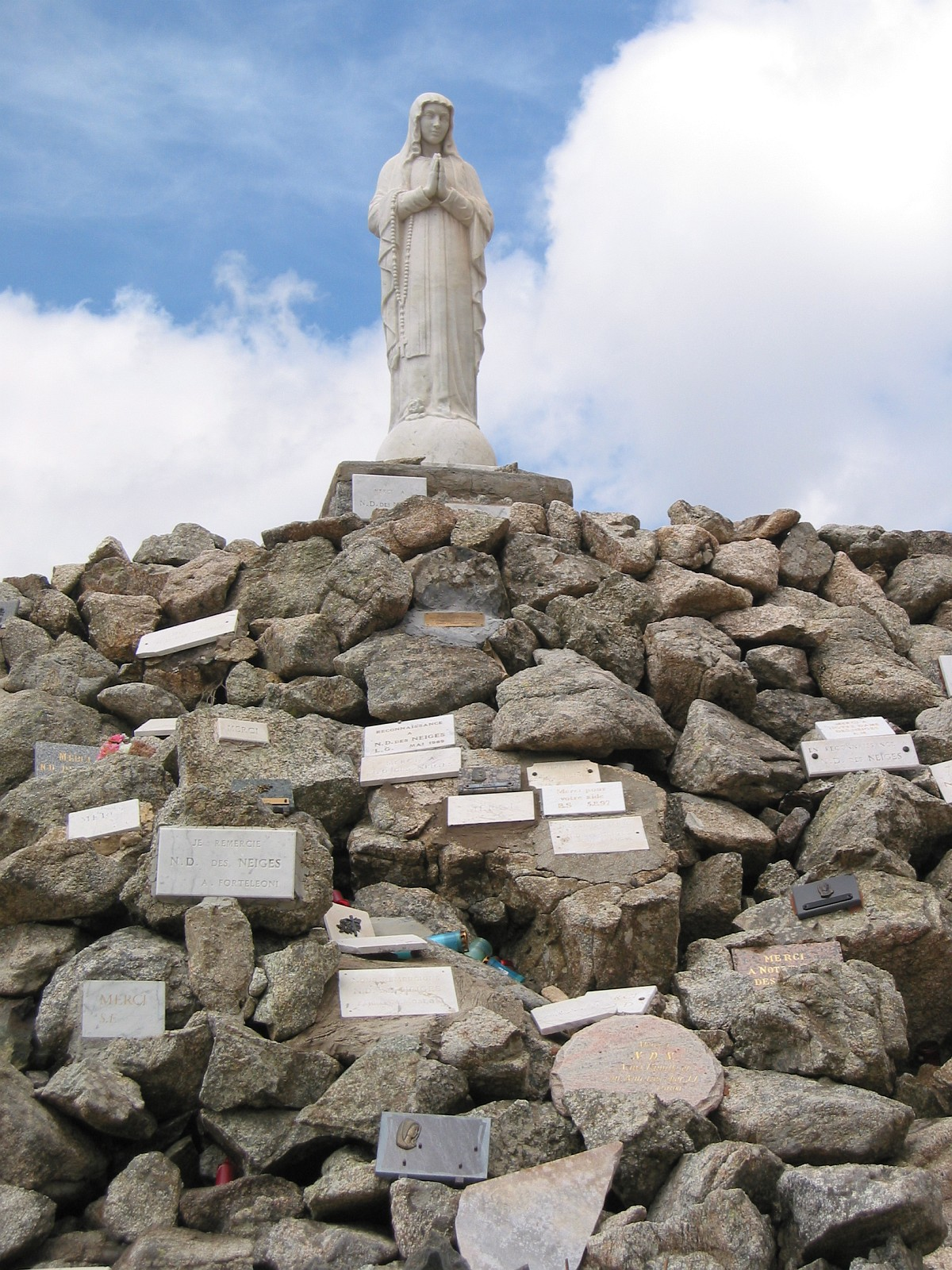
Notre-Dame-des-Neiges.
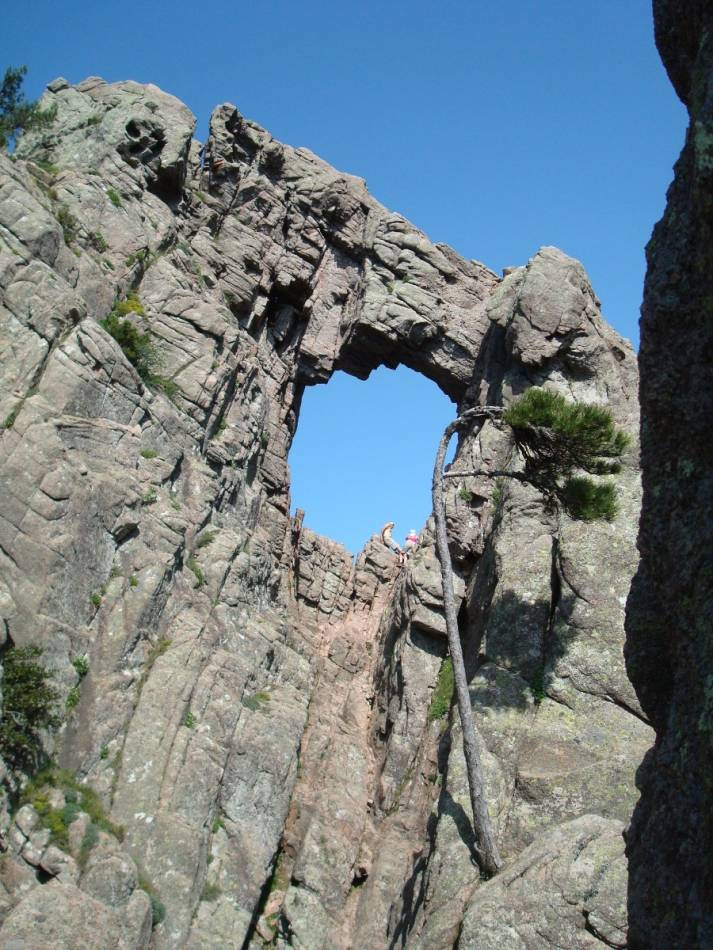
Le trou de la bombe (1 483 m).
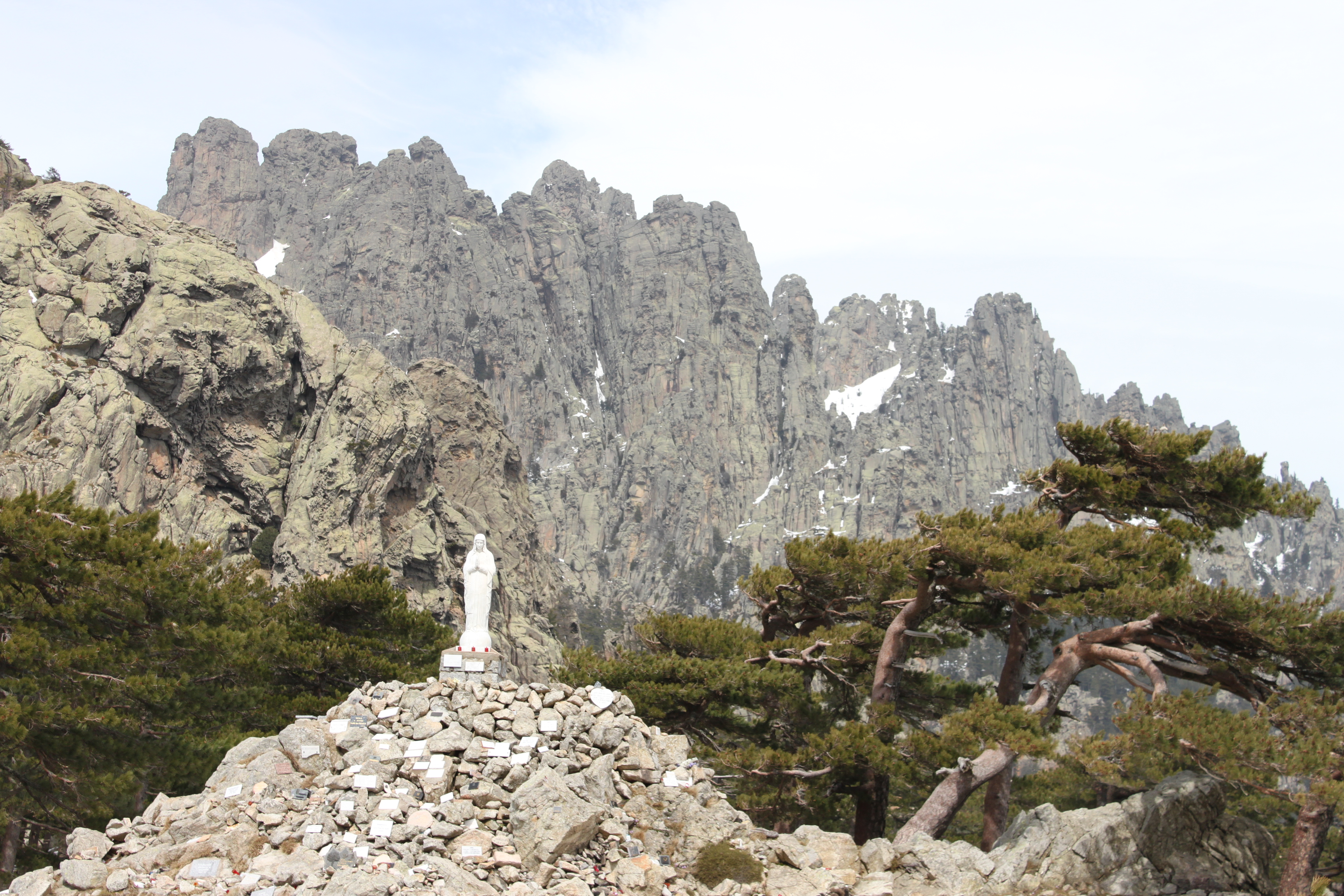
Aiguilles de Bavella avec la statue de Notre-Dame-des-Neiges.